# Tales of Arise
Tales of Arise (テイルズ オブ アライズ?, Teiruzu obu Araizu) è un videogioco di ruolo del 2021 pubblicato da Bandai Namco Entertainment per PlayStation 4, PlayStation 5, Microsoft Windows, Xbox One e Xbox Series X e Series S. È il diciassettesimo titolo della serie Tales of.

## Trama
Nel regno di Calaglia, uno schiavo Dahnano mascherato senza ricordi del suo passato, soprannominato "Maschera di ferro", viene coinvolto in una vicenda con i ribelli Dahnani quando salvano una ragazza Renana di nome Shionne Vymer Imeris, persona che lui che trova familiare durante il loro incontro nella prigione. Shionne è afflitta da una maledizione (nota come "Aculei") che ferisce chiunque la tocchi. Mentre elude i loro inseguitori, lo schiavo riesce a estrarre una spada ardente dal Nucleo primario in possesso di Shionne e usarla per respingere le forze Renane. Poiché solo Maschera di ferro può brandire la spada a causa della sua mancanza di senso del dolore, lui e Shionne formano un'alleanza per abbattere i cinque Lord che torturano il mondo di Dahna e raccogliere gli altri Nuclei che possiedono. Con l'aiuto dei ribelli, i due affrontano e sconfiggono il Signore di Calaglia, Balseph. Nella cruenta battaglia, la maschera dello schiavo si rompe parzialmente e lui ricorda il suo nome, "Alphen". Dopo aver liberato Calaglia, Alphen, Shionne e il leader dei ribelli, Zephyr, partono per il regno di Cyslodia, guidati da Rinwell, una maga e membro delle Silver Swords. Una volta arrivato lì, Zephyr viene catturato da agenti al servizio del lord Ganabelt Valkyris, guidato dal figlio di Zephyr, Law. Avendo cambiato idea una volta che suo padre è stato condannato a un'esecuzione pubblica, Law assiste Alphen e gli altri nel tentativo di salvare Zephyr che finisce poi per essere ucciso dallo stesso Ganabelt. Law si unisce ad Alphen, Shionne e Rinwell per vendicare suo padre e i quattro affrontano e uccidono definitivamente Ganabelt.
Il gruppo poi, si dirige quindi a Menancia, un regno il cui Signore, Dohalim il Qaras, ha abolito la schiavitù e incoraggia la coesistenza di Renani e Dahnani. Tuttavia, apprendono dal morente Migal, leader dei Gatti dorati; di un complotto dell'aiutante di Dohalim, il vecchio Kelzalik; per drenare l'energia astrale dei Dahnani in segreto avvelenandoli per i propri guadagni. Accompagnati dalla sorella di Migal, la guardia del corpo del Lord Dohalim, Kisara, Alphen e gli altri fermano i piani di Kelzalik e Dohalim lo condanna all'esilio, prima di rinunciare alla sua Signoria e unirsi al gruppo di Alphem con Kisara. Nel regno di Mahag Saar, il gruppo scopre che le Ali oscure hanno rovesciato il Lord locale, Almeidrea Kaineris, che si nasconde. Mentre cerca Almeidrea, Shionne confessa agli altri che il suo obiettivo è raccogliere tutti i nuclei primari dei Lord per creare l'ultimo nucleo, il "Renas Alma", al fine di sbarazzarsi della sua maledizione. Alla notizia che Almeidrea è stata catturata, il gruppo assiste alla sua esecuzione pubblica solo per scoprire che ha approfittato della situazione per tendere una trappola alle Ali oscure e ucciderle mentre estraeva la loro energia astrale prima di scappare. Nell'occasione Rinwell riconosce in Almeidrea come colei che ha ucciso i suoi genitori.
Facendosi prestare una barca, il gruppo sale a bordo della corazzata di Almeidrea e la sconfiggono in combattimento, quando il Signore di Ganath Haros, Vholran Igniseri, appare e uccide Almeidrea prima di attaccare Alphen. Durante il loro combattimento, il resto della maschera di Alphen viene distrutto, sbloccando i suoi ricordi e ripristinando il suo senso di dolore prima che il nemico si ritiri, facendo prigioniera Shionne. Una volta al sicuro, Alphen rivela agli altri di essere stato un soggetto di prova per gli esperimenti di rena 300 anni fa, prima dell'invasione, e costretto a prendere parte alla "Cerimonia di canalizzazione dello spirito" con una fanciulla di rena chiamata Naori Imeris che è un'antenata di Shionne, usando il Renas Alma. Tuttavia, la cerimonia fallì, causando innumerevoli morti e fu Naori a mettere la maschera su Alphen per sigillare i suoi ricordi prima di rimandarlo a Dahna su un'astronave, il suo corpo venne poi conservato in un sonno freddo prima che si svegliasse. Il gruppo prende d'assalto il castello di Vholran, dove si riuniscono con Shionne e sconfiggono Vholran, mettendo al sicuro tutti i nuclei dei Lord. Un essere misterioso appare davanti al gruppo, usando un sesto nucleo in suo possesso per assorbire l'energia astrale degli altri nuclei per formare il Renas Alma e fugge con esso e il corpo di Vholran.
Durante il mese successivo, Alphen e gli altri aiutano i cittadini di Ganath Haros a ricostruire fino a quando una struttura biomeccanica inviata dai renani inizia a prosciugare direttamente l'energia astrale di Dahna e a inviarla alla luna di Rena, Lenegis. Per impedire la distruzione di Dahna, il gruppo si infiltra nella struttura e riesce a chiuderla temporaneamente. Alla ricerca di risposte, il gruppo individua l'astronave di Alphen, la ripristina, e quindi si recano tutti a Lenegis, dove scoprono che Vholran, è ancora vivo, e il Renas Alma sono in custodia degli Helganquil, esseri alieni che sono i veri abitanti di Rena, che intendono usarli per rievocare la cerimonia di canalizzazione dello spirito, il cui vero scopo è drenare tutta l'energia astrale da Dahna. Apprendono anche che i Renani umani che vivono su Lenegis sono discendenti di Dahnani rapiti dal loro pianeta natale per prendere parte al piano di Helganquil per incanalare l'energia astrale di Dahna al Grande Spirito di Rena, che aveva già prosciugato tutta l'energia da Rena e ucciso quasi tutta la vita nel pianeta.
Il gruppo lancia un attacco a Rena dove affrontano e sconfiggono il Grande Spirito, distruggendone il nucleo e recuperando il Renas Alma. Tuttavia, quando Alphen e Shionne iniziano la cerimonia per sigillarlo, Vholran li attacca, rubando il Renas Alma e sfidando Alphen a duello mentre Shionne sigilla il Grande Spirito nel suo corpo. Alphen sconfigge Vholran che si rifiuta di concedere aiuto che finisce col suicidarsi facendosi saltare in aria insieme al Renas Alma, distruggendolo. Shionne chiede ad Alphen di ucciderla per distruggere il Grande Spirito, ma Alphen chiede invece l'aiuto del Grande Spirito di Dahna e insieme fermano la distruzione di entrambi i pianeti fondendoli in un unico mondo mentre salvano Shionne liberandosi delle sue spine. Qualche tempo dopo la battaglia, Alphen e Shionne si sposano, mentre loro e i loro amici si godono una nuova vita in un mondo in cui Renani e Dahnani vivono in pace.

## Sviluppo
Tales of Arise è stato annunciato nel corso dell'E3 2019. Originariamente previsto per il 2020, il gioco è stato rinviato a causa della pandemia di COVID-19.
Nell'ottobre 2021 è stato reso disponibile un contenuto scaricabile dedicato a Sword Art Online. Nel settembre 2023 è stato annunciato un DLC dal titolo Tales Of Arise: Beyond The Dawn, previsto per novembre 2023, ambientato un anno dopo gli eventi del gioco.